# Selenocephalus vittatipes
Selenocephalus vittatipes är en insektsart som beskrevs av Philip Reese Uhler 1896. Selenocephalus vittatipes ingår i släktet Selenocephalus och familjen dvärgstritar. Inga underarter finns listade i Catalogue of Life.